# Joseph Jehle
Joseph Jehle war ein Schweizer Sportschütze.

## Erfolge
Joseph Jehle nahm an den Olympischen Spielen 1920 in Antwerpen in zwei Disziplinen teil. Gemeinsam mit Eugene Addor, Werner Schneeberger, Fritz Kuchen und einem weiteren Sportschützen mit Familiennamen Weibel belegte er im Mannschaftswettbewerb mit dem Armeegewehr über die kombinierte 300- und 600-Meter-Distanz hinter der US-amerikanischen und der norwegischen Mannschaft den dritten Rang, womit er sich die Bronzemedaille sicherte. Mit 114 Punkten war Jehle dabei neben Weibel der zweitbeste Schütze der Mannschaft. In der Mannschaftskonkurrenz mit dem Armeerevolver über 30 m platzierten sich die Schweizer hinter den Vereinigten Staaten und Griechenland ebenfalls auf dem Bronzerang. Jehle war mit 262 Punkten erneut der zweitbeste Schütze der Schweizer Mannschaft, die neben ihm noch aus Gustave Amoudroz, Hans Egli, Domenico Giambonini und Fritz Zulauf bestand.